# Піт де Зварте
Піт де Зварте (нід. Piet de Zwarte, 16 лютого 1948) — нідерландський ватерполіст.
Бронзовий призер Олімпійських Ігор 1976 року.